# Monaster Zaśnięcia Matki Bożej w Wojnowie
Monaster Zaśnięcia Matki Bożej – jeden z sześciu żeńskich klasztorów w jurysdykcji Polskiego Autokefalicznego Kościoła Prawosławnego. Znajduje się w Wojnowie, na terenie diecezji białostocko-gdańskiej.
Pierwsza żeńska wspólnota monastyczna powstała w Wojnowie w 1935 r. z inspiracji ks. Aleksandra Awajewa, proboszcza miejscowej parafii. Ostatnia mniszka z tej grupy, riasoforna siostra Lidia, w 1956 przeniosła się do klasztoru na Świętej Górze Grabarce. Dopiero po blisko 40 latach podjęta została próba reaktywacji monasteru, który ponownie rozpoczął działalność na mocy dekretu arcybiskupa białostockiego i gdańskiego Sawy. W pierwszych latach istnienia odnowiona wspólnota nosiła wezwanie Opieki Matki Bożej, które w 2010 zostało zmienione na Zaśnięcia Matki Bożej.

## Historia
W 1913 zanotowano w Wojnowie około siedmiuset staroobrzędowców-bezpopowców i ponad dwustu prawosławnych. Staroobrzędowcy przybyli tu (wtedy do Prus Wschodnich) z Rosji w XIX wieku i wybudowali molennę. Od 1848 we wsi funkcjonował staroobrzędowy monaster męski, rozbudowany w latach 1852–1857 przez mnicha Pawła (Ledniewa) zwanego Pawłem Pruskim. W latach 60. XIX w. duchowny ten ostatecznie zerwał z poglądami staroobrzędowców-bezpopowców i stał się propagatorem jednowierstwa. Parafia jednowierska powstała także w Wojnowie w 1885.

### Działalność ks. Aleksandra Awajewa
W latach 1921–1923 były carski oficer, a następnie mnich riasoforny w Pustelni Optyńskiej, Aleksandr Awajew, reaktywował w Wojnowie parafię prawosławną i zbudował na jej potrzeby cerkiew Zaśnięcia Matki Bożej. Inspiratorem działalności Awajewa był metropolita zachodnioeuropejski Eulogiusz, w którego jurysdykcji znajdował się obszar Prus Wschodnich. Duchowny ten udzielił mu święceń kapłańskich w Berlinie i skierował do Wojnowa, gdzie przetrwała wspólnota ok. 200 jednowierców. Ks. Awajew pragnął założyć w Wojnowie również żeński monaster. Na ten cel zbudował dom, w którym zamieszkało kilka kobiet, zaś wspólnocie nadał wezwanie Opieki Matki Bożej. Informacje o tym, ile członkiń wspólnoty złożyło ostatecznie wieczyste śluby zakonne, są rozbieżne – podawane są liczby od dwóch do 10 mniszek. Według innej wersji ks. Awajew zgromadził wokół siebie pięć kandydatek do monasteru, jednak tylko jedna z nich, Helena (Koroniowa), złożyła wieczyste śluby. Zakonnice i posłusznice zajmowały się nauczaniem dzieci prawosławnych z Wojnowa oraz wspierały działalność misyjną wśród miejscowych staroobrzędowców, tworzących społeczność znacznie liczniejszą od prawosławnej.

### Po II wojnie światowej
Po II wojnie światowej w monasterze pozostały dwie mniszki z pięciu, jakie znajdowały się w nim w 1939. Ostatnia zakonnica, riasoforna siostra Lidia, opuściła Wojnowo w 1956, gdy zmarł ks. Awajew, by wstąpić do monasteru Świętych Marty i Marii na Grabarce. W późniejszym okresie otrzymała ona godność ihumeni i została przełożoną tego klasztoru.
Ze względu na znaczny spadek liczby prawosławnych w Wojnowie rozważana była likwidacja parafii w tej miejscowości. Przetrwała ona dzięki odnowieniu działalności monasteru. Organizatorem reaktywowanego klasztoru był proboszcz parafii wojnowskiej, ks. Bazyli Omieljańczyk, przy współpracy z riasoforną posłusznicą Niną Sidorenko, pochodzącą z Wojnowa i pamiętającą przedwojenną działalność ks. Awajewa. Oficjalna reaktywacja życia monastycznego miała miejsce 15 kwietnia 1995 na mocy zarządzenia arcybiskupa białostockiego i gdańskiego Sawy. Przełożoną monasteru została ihumenia Ludmiła (Polakowska), która pełniła obowiązki przez rok. Ze względu na stan zdrowia musiała wyjechać z obiektów klasztornych, wymagających remontu. Razem z ihumenią do Wojnowa przybyło kilka mniszek żyjących do tej pory w klasztorze na górze Grabarce. Monaster otrzymał wezwanie Opieki Matki Bożej.
Kolejnymi przełożonymi wspólnoty były mniszka Elżbieta (Niczyporuk), a od grudnia 1996 – mniszka Agnia (Cicha), podniesiona następnie do godności ihumeni. 1 września 1996 arcybiskup Sawa dokonał rekonsekracji odnowionej cerkwi Zaśnięcia Matki Bożej. W klasztorze doszło do pierwszych ślubów małej schimy po jego odnowieniu. Od 1997 w wyremontowanym monasterze działa również cerkiew św. Ambrożego i Soboru Świętych Starców Optyńskich – świętych mnichów z monasteru, w którym nowicjat odbywał ks. Awajew. Dwa lata później zakonnicy Pustelni Optyńskiej przekazali mniszkom z Wojnowa cząsteczki relikwii wyżej wymienionych świętych. W 2022 r. wspólnotę tworzyło pięć mniszek i dwie riasoforne posłusznice.
Po reaktywacji żeńskiego klasztoru Wojnowo stało się prawosławnym ośrodkiem pielgrzymkowym. W związku z tym podjęta została rozbudowa monasteru, którego obecne zabudowania nie pozwalają na pełną obsługę ruchu pielgrzymkowego, ani nawet na przyjmowanie nowych kandydatek do życia klasztornego. W latach 2008–2012 wzniesiono nowy budynek mieszkalny w monasterze, poświęcony 14 października 2012, w którym znalazły się pracownie i cele mniszek. Budowa została sfinansowana z ofiar wiernych. Monaster zmienił również wezwanie na Zaśnięcia Matki Bożej.